# Синдром Пті
Синдром Пті (синдром Пурфюр дю Пті (F. P. DU PETIT) або зворотній синдром Горнера) — комплекс очних симптомів, який розвивається внаслідок подразнення симпатичного нерва; зазвичай проявляється мідріазом, екзофтальмом, широкою очною щілиною, звуженням судин судинної оболонки і сітківки, підвищенням внутрішньоочного тиску. Через те, що розвиваються симптоми протилежні тим, щоб виникають при синдромі Горнера, синдром Пті іноді називають зворотнім синдромом Горнера. Названий на честь французського анатома, хірурга та офтальмолога Франсуа Пурфур дю Пті.
Вважається рідкісним розладом симпатичної нервової системи.

## Причини
Причинами розвитки синдрому є ураження симпатичних нервових шляхів у циліоспінальному центрі (бокові роги спинного мозку на рівні сегментів С8-Тh1). Виникає при подразненні симпатичних волокон циліарного м'яза зіниці. Спостерігається при патологічних процесах в області шиї, що подразнюють верхній шийний вузол і його корінці, які йдуть до інших відділів нервової системи. Часто є ятрогенним або травматичним. Про виникнення синдрома повідомлялося при розшаруванні сонної артерії; після регіонарної анестезії (наприклад, внутрішньоротова, епідуральна анестезія, блокади плечового сплетення та ін.); та після хірургічних операцій, що впливають на сонну артерію (наприклад, введення/припинення використання судинного катетера), що може порушити цервікальний симпатичний ланцюг.

## Клінічні ознаки
Клінічними проявами синдрому Пті є:
- розширення очної щілини;
- екзофтальм;
- мідріаз;
- наростання внутрішньоочного тиску;
- звуження судин судинної оболонки та сітківки ока що виявляється під час офтальмоскопі;

До класичної клінічної картини можуть також додаватись гіпергідроз, блідість обличчя і вушної раковини (зона іннервації корінців нервів С1-С4), підвищення внутрішньоочного тиску, біль у ділянці обличчя, язика.